# Prinsessan Wanda
Prinsessan Wanda är en legendarisk polsk prinsessa och drottning, som ska ha levt under 700-talet.
Hon beskrivs som dotter till kung Krak, grundaren av Krakow. Hon blev regerande drottning av den polska stammen lechiterna i Krakow efter sin fars död. Hon begick självmord för att undvika ett oönskat påtvingat äktenskap med en german som invaderat hennes land. Det finns olika versioner av varför detta skedde. 
Enligt en version ska hon ha begått självmord för att tacka gudarna för sin seger över fienden; enligt en annan ska hon ha gjort det därför att hon insåg att den första invasionen bara skulle följas av fler män, som skulle använda hennes status som ogift kvinnliga härskare för att invadera hennes land och tvinga henne att gifta sig dem och därmed ge dem makten över hennes land. Hon dog ogift och barnlös och har kallats jungfrudrottning. 
Berättelsen om Wanda skrevs ned för första gången av Wincenty Kadłubek på 1100- eller 1200-talet. Det har ofta förmodats att berättelsen är en ren legend och inte bygger på verkliga fakta.